# Ред Булл (футбольный клуб, Зальцбург)
«Ред Булл Зальцбург» (нем. FC Red Bull Salzburg), также часто употребляется название «Зальцбург» — австрийский профессиональный футбольный клуб из города Зальцбург.
Основан 13 сентября 1933 года. Является семнадцатикратным чемпионом Австрии, девятикратным обладателем Кубка и трёхкратным обладателем Суперкубка Австрии. Финалист Кубка УЕФА (1993/94). Полуфиналист Лиги Европы 2017/18.
В 2005 году был куплен компанией Red Bull. Ранее выступал под названиями «Аустрия» и «Казино».

## Названия
- 1933—1942 — «СВ Зальцбург»
- 1942—1944 — «СВ Ильястар 04»
- 1944—1946 — «СВ Аустрия»
- 1946—1950 — «Аустрия ТСВ»
- 1950—1973 — «СВ Аустрия»
- 1973—1976 — «СВ Гернгросс Аустрия»
- 1976—1978 — «СВ Шпаркассе Аустрия»
- 1978—1997 — «Казино СВ»
- 1997—2005 — «СВ Аустрия»
- 2005—н. в. — «Ред Булл»

## История

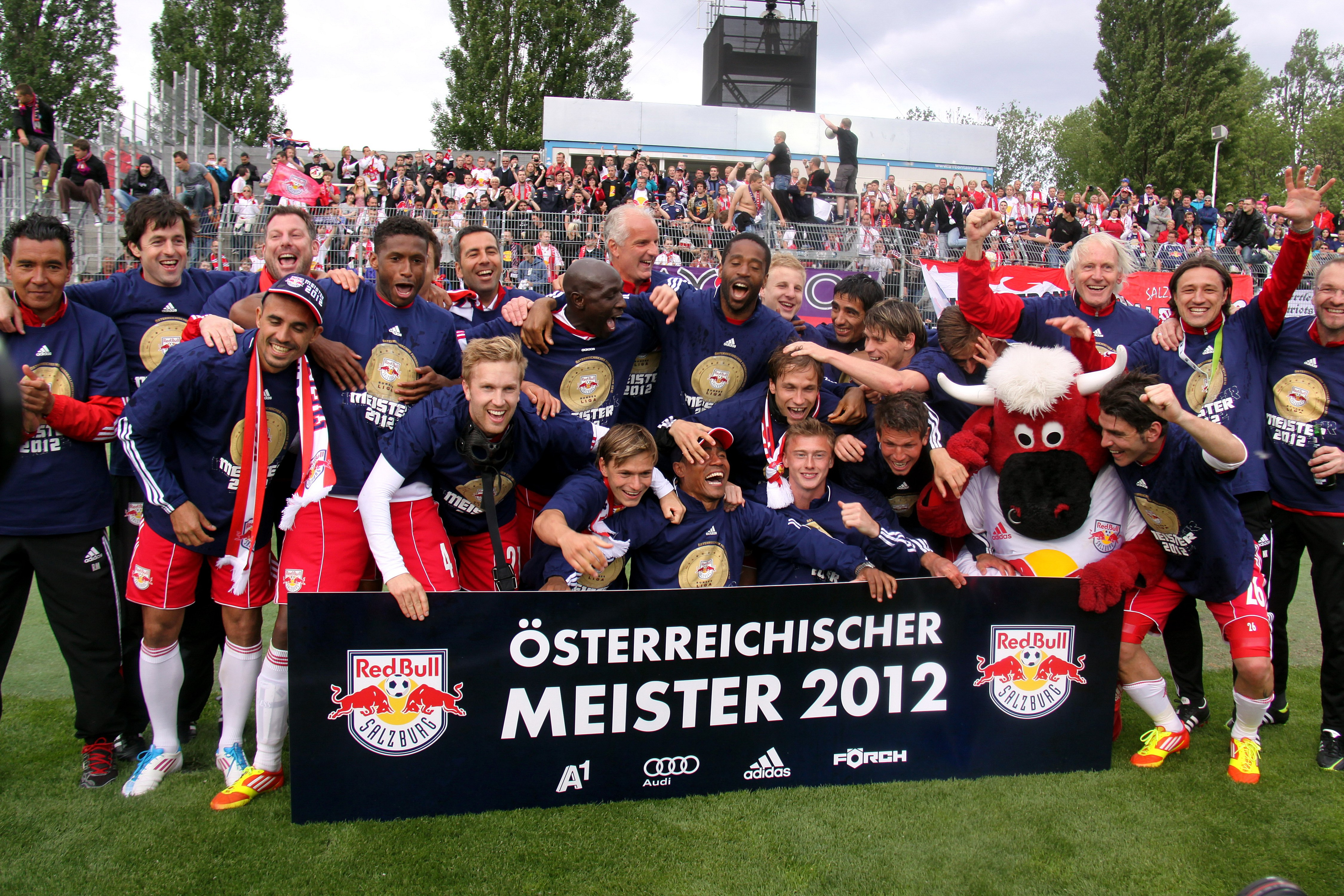
«Ред Булл» в 2012 году

ФК «Ред Булл» был основан 13 сентября 1933 под названием «Аустрия» в результате слияния зальцбургских клубов «Герта» и «Рапид». В 1950 клуб был расформирован, но возрожден в том же году. В 1953 достиг высшей лиги Австрии и финишировал на девятом месте среди 14 команд, от зоны вылета команду отделили пять очков. Эрих Пробст стал первым в истории клуба игроком сборной, проведя последний из своих 19 матчей за команду Австрии 27 марта 1960 года. Адольф Мацек, впервые появившийся в составе сборной 9 октября 1965, стал первым футболистом из Зальцбурга, принявший участие в игре главной команды страны.
Впервые «Аустрия» заняла второе место в чемпионате Австрии в сезоне 1970—71, заработав 43 очка, что оказалось на один балл меньше, чем «Ваккер». Первое участие в еврокубках завершилось поражением от румынского клуба UTA со счетом 5-4, несмотря на домашнюю победу 3-1. В 1974 команда впервые достигла финала кубка Австрии, в котором уступила «Аустрии» 1-2 после домашней ничьи 1-1.
В 1978 году название клуба официально сменили на «Казино СВ». В 1994 команда участвовала в первом и на данный момент единственном финале европейского турнира — Кубка УЕФА, где проиграла оба матча «Интеру» со счетом 0-1. В том же году «Аустрия» выиграла чемпионат, опередив одноклубников из Вены на два очка, а в следующем сезоне защитили титул, «Штурм» остался на втором месте по разнице мячей. В сезоне 1995-96 «Аустрия» опустилась на восьмое место, от турнира на выбывание её отделила одна позиция, но уже год спустя завоевала третье в истории чемпионство, выиграв у венского «Рапида» три очка.
Впервые, в 1994 году, участвуя в Лиге чемпионов, команда победила «Маккаби» с общим счетом 5-2 и пробилась в групповой этап, попав в группу D с тогда ещё действующими обладателями титула «Миланом», будущим победителем «Аяксом» и АЕКом, австрийцы заняли третье место в группе.
В 2003 году команда переехала на нынешний стадион.
6 апреля 2005 года футбольный клуб «Аустрия» был куплен компанией Red Bull. При этом заявлялось, что создаётся новый клуб, без истории, с новым названием, эмблемой и цветами, соответствующими торговой марке напитков Red Bull. Однако упоминание о том, что клуб основан в 2005 году, было убрано с сайта клуба по приказу Австрийского футбольного союза. Новые владельцы убрали фиолетовый цвет с эмблемы клуба, команда начала играть в красно-белом, что обеспокоило болельщиков. Маленькие крылья формируют новый значок клуба, помещенный на футболках, в соответствии со слоганом «„Ред Булл“ окрыляет». Полное перестроение напомнило то, что произошло с командами Формулы-1 «Ред Булл» и «Торо Россо». Тем не менее, компания не всегда следует такой логике, в чём можно убедиться на примере «Нью-Йорк Ред Буллз» и использовании её истории.
Эта ситуация привела к разделению болельщиков команды на две группы: «красно-бело-фиолетовых», которые видели в «Ред Булле» продолжателя традиций «Аустрии», и «фиолетово-белых», которые хотели сохранить прежние традиции и отказывались поддерживать перестроенный клуб. Несколько фан-клубов в Европе поддержали их, выступая против коммерциализации футбола. После пяти месяцев переговоров они заново создали команду «Аустрия», с традиционными цветами, эмблемой и названием.
В мае 2006 на официальном сайте появилось заявление о подписании контракта с Джованни Трапаттони в качестве главного тренера и Лотара Маттеуса как его помощника. «Ред Булл» одержал победу в чемпионате, оформив её за пять туров до конца, сыграв вничью 2-2 с действующим чемпионом «Аустрией» 28 апреля 2007 года.
В третьем квалификационном раунде Лиги чемпионов 2007-08 команда проиграла «Шахтёру», а в Кубке УЕФА — АЕКу. 13 февраля 2008 Джованни Трапаттони заявил о том, что в мае станет новым главным тренером сборной Ирландии. В чемпионате «Ред Булл» финишировал вторым, отстав от «Рапида» на шесть очков. После Трапаттони клубом в течение  руководил Ко Адриансе, приведший команду к чемпионству. Его сменил Хуб Стевенс, при котором «Ред Булл» защитил титул.
В конце сезона 2010/11 главным тренером стал голландец Рикардо Мониз. Под его руководством команда не сумела выиграть третий подряд титул, заняв второе место с отставанием в три очка от «Штурма» и завоевав путёвку в Лигу Европы. Монизу посоветовали привлекать к основе молодых игроков, в результате чего были включены в состав Даниэль Оффенбахер, Мартин Хинтереггер, Георг Тейгл и Марко Мейлингер. В сезоне 2011—12 «Ред Булл» оформил дубль, победив и в Кубке, и в чемпионате страны.
После сезона Мониз покинул свой пост, несмотря на то, что контракт действовал ещё год. Новым тренером стал Рогер Шмидт, до этого руководивший «Падерборном», выступавшим во второй Бундеслиге. В июле 2012 года «Ред Булл» вылетел из Лиги чемпионов, проиграв во втором квалификационном раунде «Дюделанжу» из Люксембурга, проиграв в гостях 1-0 и выиграв дома 3-4.
После этого в команде произошли серьёзные изменения. Были приобретены несколько новых игроков — Валон Бериша, Кевин Кампль, Ховард Нильсен, Садио Мане, Айзек Ворса, Родней. В сезоне 2012—13 клуб занял второе место позади «Аустрии». На следующий год «Ред Булл» стал чемпионом, опередив серебряных призёров на 11 очков.

## Клубные цвета и форма

### Домашняя форма
| 2007/08 | 2009/10 | 2010/11 | 2012/13 | 2013/14 | 2014/15 | 2015/16 | 2016/17 | 2017/18 | 2018/19 | 2019/20 |
| 2020/21 | 2021/22 | 2022/23 | 2023/24 | 2024/25 | 2025/26 |         |         |         |         |         |

### Гостевая форма
| 2007/08 | 2009/10 | 2011/12 | 2012/13 | 2013/14 | 2014/15 | 2015/16 | 2016/17 | 2017/18 | 2018/19 | 2019/20 |
| 2020/21 | 2021/22 | 2022/23 | 2023/24 | 2024/25 | 2025/26 |         |         |         |         |         |

### Резервная форма
| 2016/17 | 2022/23 | 2024/25 |

#### Кубковые/Еврокубковые комплекты

##### Домашний
| 2017/18 | 2018/19 | 2019/20 | 2020/21 | 2021/22 | 2022/23 | 2023/24 | КЧМ-2025 |

##### Гостевой
| 2017/18 | 2018/19 | 2019/20 | 2020/21 | КЧМ-2025 |

#### Остальные
| 2022/23 |

Источники:,

## Достижения

### Национальные
- Чемпионат Австрии
  - Чемпион (17): 1993/94, 1994/95, 1996/97, 2006/07, 2008/09, 2009/10, 2011/12, 2013/14, 2014/15, 2015/16, 2016/17, 2017/18, 2018/19, 2019/20, 2020/21, 2021/22, 2022/23
  - Вице-чемпион (8): 1970/71, 1991/92, 1992/93, 2005/06, 2007/08, 2010/11, 2012/13, 2023/24, 2024/25
- Кубок Австрии
  - Обладатель (9): 2011/12, 2013/14, 2014/15, 2015/16, 2016/17, 2018/19, 2019/20, 2020/21, 2021/22
  - Финалист (5): 1973/74, 1979/80, 1980/81, 1999/00, 2017/18
- Суперкубок Австрии
  - Обладатель (3): 1994, 1995, 1997

### Европейские
- Кубок УЕФА
  - Финалист (1): 1993/94

## Основной состав
| 1  | Флаг Германии             | Вр  | Янис Бласвих         | 1991 |  |  |  |  |  |
| 24 | Флаг Австрии              | Вр  | Александр Шлагер     | 1996 |  |  |  |  |  |
| 41 | Флаг Германии             | Вр  | Йонас Крумрей        | 2003 |  |  |  |  |  |
| 92 | Флаг Австрии              | Вр  | Салько Хамзич        | 2006 |  |  |  |  |  |
|    |                           |     |                      |      |  |  |  |  |  |
| 3  | Флаг Сербии               | Защ | Алекса Терзич        | 1999 |  |  |  |  |  |
| 4  | Флаг Германии             | Защ | Хендри Бланк         | 2004 |  |  |  |  |  |
| 5  | Флаг Швейцарии            | Защ | Брайан Око           | 2003 |  |  |  |  |  |
| 6  | Флаг Австрии              | Защ | Самсон Байду         | 2004 |  |  |  |  |  |
| 23 | Флаг Франции              | Защ | Жоан Гаду            | 2007 |  |  |  |  |  |
| 29 | Флаг Мали                 | Защ | Дауда Гиндо          | 2002 |  |  |  |  |  |
| 36 | Флаг Швеции               | Защ | Йон Мельберг         | 2006 |  |  |  |  |  |
| 39 | Флаг Германии             | Защ | Леандро Моргалла     | 2004 |  |  |  |  |  |
| 70 | Флаг Боснии и Герцеговины | Защ | Амар Дедич (капитан) | 2002 |  |  |  |  |  |
| 91 | Флаг Польши               | Защ | Камиль Пёнтковский   | 2000 |  |  |  |  |  |
|    |                           |     |                      |      |  |  |  |  |  |
| 7  | Флаг Аргентины            | ПЗ  | Николас Капальдо     | 1998 |  |  |  |  |  |
| 8  | Флаг Испании              | ПЗ  | Стефан Байчетич      | 2004 |  |  |  |  |  |

| 10 | Флаг Англии       | ПЗ  | Бобби Кларк     | 2005 |  |  |  |  |  |
| 14 | Флаг Дании        | ПЗ  | Мауриц Кьергор  | 2003 |  |  |  |  |  |
| 15 | Флаг Мали         | ПЗ  | Мамади Диамбу   | 2002 |  |  |  |  |  |
| 16 | Флаг Японии       | ПЗ  | Такуму Кавамура | 1999 |  |  |  |  |  |
| 18 | Флаг Австрии      | ПЗ  | Мадс Бидструп   | 2001 |  |  |  |  |  |
| 25 | Флаг Хорватии     | ПЗ  | Оливер Лукич    | 2006 |  |  |  |  |  |
| 27 | Флаг Франции      | ПЗ  | Люка Гурна-Дуат | 2003 |  |  |  |  |  |
| 30 | Флаг Израиля      | ПЗ  | Оскар Глух      | 2004 |  |  |  |  |  |
| 49 | Флаг Мали         | ПЗ  | Мусса Йео       | 2004 |  |  |  |  |  |
|    |                   |     |                 |      |  |  |  |  |  |
| 11 | Флаг Бразилии     | Нап | Фернандо        | 1999 |  |  |  |  |  |
| 19 | Флаг Кот-д’Ивуара | Нап | Карим Конате    | 2004 |  |  |  |  |  |
| 20 | Флаг Ганы         | Нап | Эдмунд Байду    | 2006 |  |  |  |  |  |
| 21 | Флаг Сербии       | Нап | Петар Ратков    | 2003 |  |  |  |  |  |
| 28 | Флаг Дании        | Нап | Адам Дагим      | 2005 |  |  |  |  |  |
| 45 | Флаг Мали         | Нап | Нене Доржелес   | 2002 |  |  |  |  |  |
| 81 | Флаг Мали         | Нап | Гауссу Диаките  | 2005 |  |  |  |  |  |

## Список тренеров
- Август Штарек (1980—1981)
- Адольф Блуч (1985—1987)
- Курт Вибах (1988—1991)
- Отто Барич (1991—1995)
- Херманн Штессль (1995—1996)
- Хериберт Вебер (1996—1998)
- Ханс Кранкль (1998—2000)
- Мирослав Полак (2000)
- Ханс Бакке (2000—2001)
- Ларс Сёндергаард (2001—2003)
- Вальтер Хёрманн (2004, и. о.)
- Петер Ассион (2004—2005)
- Никола Юрчевич (2005)
- Манфред Линцмайер (2005, и. о.)
- Курт Яра (2005—2006)
- Джованни Трапаттони (2006—2008)
- Лотар Маттеус (2006—2007) (работал в дуэте с Трапаттони)
- Ко Адриансе (2008—2009)
- Хуб Стевенс (2009—2011)
- Рикардо Мониз (2011—2012)
- Рогер Шмидт (2012—2014)
- Адольф Хюттер (2014—2015)
- Петер Цейдлер (2015)
- Томас Леч (2015, и. о.)
- Оскар Гарсия (2015—2017)
- Марко Розе (2017—2019)
- Джесси Марш (2019—2021)
- Маттиас Яйссле (2021—2023)
- Герхард Штрубер (2023—2024)
- Пепейн Лейндерс (2024)

## Рекорды

#### Игроки с наибольшим количеством матчей
| №  | Имя                 | Период                        | Матчи | Голы |
| -- | ------------------- | ----------------------------- | ----- | ---- |
| 1  | Андреас Ульмер      | 2009—2024                     | 395   | 16   |
| 2  | Томас Винклховер    | 1988—1990 1992—2000 2002—2007 | 370   | 9    |
| 3  | Герман Штадлер      | 1979—1983 1987—1996           | 322   | 36   |
| 4  | Кристоф Ляйтгеб     | 2007—2019                     | 229   | 17   |
| 5  | Лео Лайнер          | 1978—1982 1990—1996           | 280   | 26   |
| 6  | Хайко Лессиг        | 1996—2005                     | 268   | 42   |
| 7  | Рене Ауфхаузер      | 1997—2001                     | 259   | 38   |
| 8  | Франц Бахер         | 1972—1984                     | 272   | 36   |
| 9  | Ханнес Винкльбауэр  | 1971—1984                     | 259   | 4    |
| 10 | Хаймо Пфайфенбергер | 1987—1988 1992—1996 1998—2004 | 228   | 86   |

#### Игроки с наибольшим количеством голов
| №  | Имя                 | Период                        | Голы | Матчи |
| -- | ------------------- | ----------------------------- | ---- | ----- |
| 1  | Хонатан Сориано     | 2012—2017                     | 174  | 203   |
| 2  | Хаймо Пфайфенбергер | 1987—1988 1992—1996 1998—2004 | 105  | 312   |
| 3  | Марк Янко           | 2005—2010                     | 83   | 126   |
| 4  | Алан                | 2010—2015                     | 93   | 129   |
| 5  | Александр Циклер    | 2005—2010                     | 56   | 137   |
| 6  | Мунас Даббур        | 2016—2019                     | 72   | 128   |
| 7  | Эди Глидер          | 1994—1999                     | 50   | 130   |
| 8  | Такуми Минамино     | 2015—2019                     | 42   | 136   |
| 9  | Ганс-Герд Шильдт    | 1979—1985                     | 56   | 176   |
| 10 | Хайко Лессиг        | 1996—2005                     | 42   | 266   |